# Ludwig von Taaffe
Ludwig  Patrick John von Taaffe, hrabia (ur. 25 grudnia 1791 w Brnie, zm. 21 grudnia 1855 w Wiedniu) – prawnik, austriacki polityk, gubernator Galicji, minister sprawiedliwości i prezes Sądu Najwyższego.
Pochodził z zamożnej rodziny ziemiańskiej. Był właścicielem licznych posiadłości ziemskich w całym państwie habsburskim m.in. w Dolnej Austrii (Erlaa i Atzgersdorf pod Wiedniem), na Morawach (Feistritz an der Mürz, Wischenau) i Czechach (Tedraschitz i Swoischitz). Był także  IX wicehrabią von Taaffe i baronem de Ballymote w Irlandii (8 lutego 1849 - 21 grudnia 1855),
Od 1799 Uczył się w Terezjańskiej Akademii Wojskowej (1799-1802) i w Gimnazjum Akademickim w Wiedniu (1802-1805). Studiował filozofię i ukończył w 1811 studia prawnicze na uniwersytecie wiedeńskim zdając egzamin sądowy, a w 1813 uzyskał doktorat z prawa „sub auspiciis imperatoris”. Wybrał karierę urzędniczą od 1811 był urzędnikiem sądowym w Dolnej Austrii. Od 1813 mianowany szambelanem był starostą w Brnie na terenie Czech. Przez pewien czas pracował także jako asesor w Morawsko-Śląskiej Komisji ds. Podatków Spadkowych. Następnie został przeniesiony do Włoch, gdzie od 1814 był członkiem  Rady Apelacyjnej w Wenecji - na tym stanowisku zreorganizował z sukcesem Sąd Apelacyjny w Mediolanie. W latach 1818–1819 prezes w sądzie handlowym i zastępczym oraz wiceprezes trybunału cywilnego w Mediolanie. Następnie był wicegubernatorem Styrii (1819-1822) i gubernatorem Galicji (od listopada 1822 do sierpnia 1826). Od 1820 był tajnym radcą.
Po powrocie do Wiednia został drugim prezesem Izby Sądu (1826-1829), przez co uzyskał realny wpływ na zarządzanie finansami państwa. Na tym stanowisku próbował ograniczyć wydatki rządowe poprzez liczne reformy, w tym poprzez redukcję stanowisk urzędników państwowych. Następnie był drugim prezesem (1829-1834) a potem prezesem (1834-1850) Najwyższej Izby Sądowej. Był także kuratorem Theresianum (1834-1849), którą to uczelnię gruntownie zreorganizował. Jednocześnie był wykładowcą i  członkiem wydziału prawa Uniwersytetu Wiedeńskiego w którym był rektorem w roku akademickim 1835/36. Założył wówczas fundację dla utalentowanych, biednych studentów prawa.
Podczas Wiosny Ludów i powstania wiedeńskiego w marcu 1848 i próbie brutalnego jego stłumieniu przez armię pomógł ukryć Klemensa von Metternicha i umożliwił mu ucieczkę do Anglii. Od marca do kwietnia 1848 był ministrem sprawiedliwości w nowo utworzonym rządzie Franza Antona von Kolowrat-Liebsteinsky'ego. Od 1850 do śmierci w 1855 kierował nowo utworzonym Sądem Najwyższym i Sądem Kasacyjnym w Wiedniu - poświęcając się  ujednoliceniu jurysdykcji  obejmującego wszystkie ziemie koronne państwa Habsburgów. Należał do wielu towarzystw naukowych, takich jak Akademia Sztuk Pięknych w Wiedniu i Accademia Tiberina w Rzymie jako członek honorowy. Był także członkiem Cesarsko-Królewskiego Towarzystwa Rolniczego w Wiedniu.

## Odznaczony
- kawaler angielskiego Orderu św. Jana (1820)
- kawaler austriackiego Krzyża Wielkiego Orderu Leopolda (1836)

## Rodzina
Wywodził się z rodziny o irlandzkich korzeniach. Syn Rudolpha Grafa von Taaffe, VII wicehrabiego von Taaffe i Marii Josephy von Haugwitz, W 1822 roku poślubił Amalię von Bretzenheim (1802-1874), mieli troje dzieci: Charlesa von Taaffe (1823-1873) - X wicehrabię Taaffe of Corren, który zmarł bezpotomnie, Eduarda von Taaffe (1833-1895), XI wicehrabię Taaffe, prezesa rządu (pozostawił dzieci) i Amálię von Taaffe